# Wippchensteine

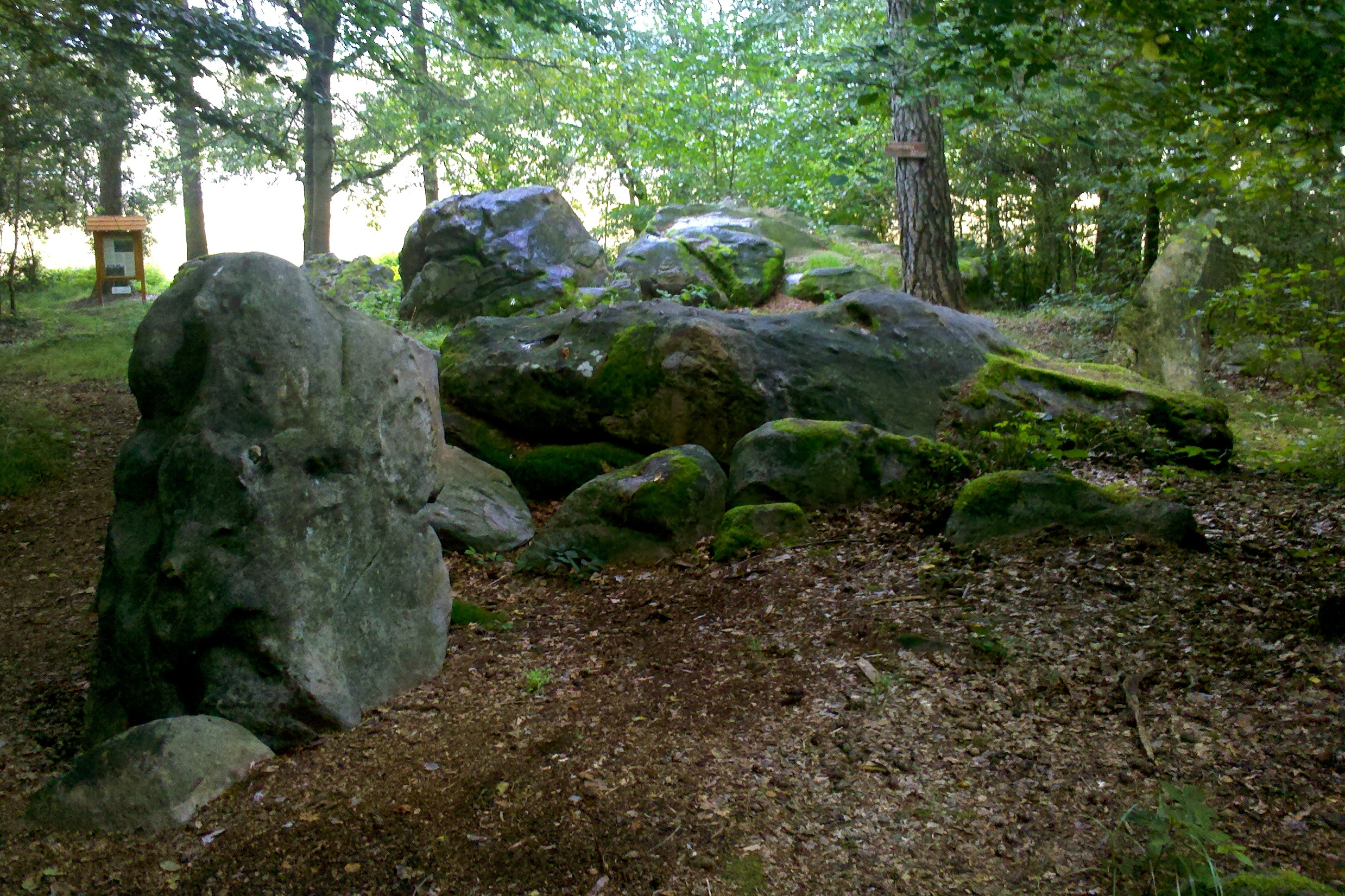
Die Wippchensteine

Die Wippchensteine (regional vorrangig Wippersteine bzw. Wipperstein genannt) sind ein Naturdenkmal zwischen Merzhausen, Röllshausen und Holzburg im Schwalm-Eder-Kreis im Bundesland Hessen. Sie sind als archäologischer Fundplatz und überregional als historischer Versammlungsort in die hessische Geschichte eingegangen.

## Lage und Geologie
Das Flächendenkmal liegt auf einer Anhöhe am Waldrand im „Merzhausener Wald“, Höhe 316 m über NN. Die Steine bestehen aus tertiärem Quarzit. Im Gegensatz zu metamorphen Quarziten handelt es sich bei diesen tertiären Knollenquarziten um ehemalige Sande, die durch eindringende kieselsäurereiche Lösungen verkittet wurden. Die harten Quarzite wurden früher in der Nähe bergmännisch abgebaut und in der Feuerfestindustrie eingesetzt. Die Steinformation ragt nicht mehr so imposant aus dem Boden wie in der Vorzeit, da die Erdhumusschicht im Laufe der Zeit um 1,5 – 2 m angestiegen ist und die Steinfüße bedeckt. Auf dem Wanderweg durch den Merzhausener Wald liegen die Wippchensteine am Wanderweg „N“. Alternativ fährt man von Willingshausen nach Röllshausen auf der K112 und biegt nach Holzburg auf die K114 ab, circa 400 Meter nach der Kreuzung führt rechter Hand ein Feldweg zu dem sonst nicht beschilderten Flächendenkmal.

## Name
Der Name hat seinen Ursprung in dem archäologisch benannten „Wippfingerstein“. Mindestens einer der Steine wurde als so genannter Wippstein instabil auf einen weiteren Stein aufgelegt, so dass der obere Stein bei leichter Berührung zu wippen begann und dennoch nicht herunterfiel (Schaukelstein).

## Geschichte
An dem größten Stein fanden Archäologen sehr alte menschliche Blutspuren. Sie deuten darauf hin, dass die Wippchensteine als vorchristlicher Opferplatz benutzt wurden. 
Ab Beginn des 19. Jahrhunderts nutzten die Schwälmer Demokraten die Wippchensteine als Versammlungsort. Hier wurde der aufkommende politische Widerstand gegen Napoléon Bonaparte organisiert. Erstmals fanden sich Bürger 1812 gegen die französische Fremdherrschaft an den Wippchensteinen zusammen. Danach waren die Wippchensteine ein geheimer Versammlungsort gegen die Beschlüsse des Wiener Kongresses, dann in der Zeit von 1830 bis 1848 auch für demokratische Versammlungen mit revolutionärem Charakter.

### Sage
Der Sage nach sollen zwei Riesen, die auf der Amöneburg und der Landsburg lebten, sich die Steine gegenseitig zugeworfen haben. Zudem soll der „Wilde Reiter“ an den Wippchensteinen sein Unwesen getrieben haben, der der Sage nach nächtliche Wanderer zu Tode erschreckte.
Eine andere Sage über die Wippchensteine erwähnt die Weißen oder Weisen Frauen, die an den Wippchensteinen dem Germanengott Thor dienten. Durch das sich nach dem Fällen der Donareiche durch Bonifatius bei Geismar im Hessengau ausbreitende Christentum wurde der einst heilige Ort zum Un-Ort erklärt.

## Belege
1. ↑  Max Blanckenhorn: Erläuterungen zur geologischen Karte von Preußen und benachbarten deutschen Ländern. Lieferung 261, Blatt Schrecksbach, Gradabteilung 68, Blatt 12. Preußische Geologische Landesanstalt, Berlin 1926. Hessisches Landesamt für Umwelt und Geologie, Wiesbaden.
2. ↑  F.J. Krüger u. a.: Wanderungen in die Erdgeschichte, Band 19, Braunschweiger Land. Verlag Dr. Friedrich Pfeil, München 2006.

Koordinaten: 50° 50′ 33,5″ N, 9° 14′ 36,5″ O